# Tatu Ylönen
Tatu Ylönen es un investigador en tecnología finlandés. En 1995 creó en la Universidad Politécnica de Helsinki la primera implementación del protocolo SSH, llamada SSH-1, liberada como software libre en julio de ese año. En diciembre de 1995 fundó la empresa SSH Communications Security, con sede en Helsinki, Finlandia.
- Datos: Q92971